# Octomeria hatschbachii
Octomeria hatschbachii är en orkidéart som beskrevs av Rudolf Schlechter. Octomeria hatschbachii ingår i släktet Octomeria och familjen orkidéer. Inga underarter finns listade i Catalogue of Life.